# Československá basketbalová liga 1977-1978
La Československá basketbalová liga 1977-1978 è stata la 50ª edizione del massimo campionato cecoslovacco di pallacanestro maschile. La vittoria finale è stata ad appannaggio dello Zbrojovka Brno.

## Risultati

### Stagione regolare
|     | Squadra           | G  | V  | P  | PF   | PS   | Pt. | Qualificazione |
| --- | ----------------- | -- | -- | -- | ---- | ---- | --- | -------------- |
| 1.  | Zbrojovka Brno    | 32 | 29 | 3  | 3314 | 2820 | 61  |                |
| 2.  | Dukla Olomouc     | 32 | 24 | 8  | 2860 | 2765 | 56  |                |
| 3.  | Slavia VŠ Praga   | 32 | 23 | 9  | 3050 | 2697 | 55  |                |
| 4.  | Inter Bratislava  | 32 | 21 | 11 | 3056 | 3025 | 53  |                |
| 5.  | Tatran Ostrava    | 32 | 13 | 19 | 2733 | 2879 | 45  |                |
| 6.  | Baník Ostrava     | 32 | 11 | 21 | 2683 | 2777 | 43  |                |
|     |                   |    |    |    |      |      |     |                |
| 7.  | Slávia TU Košice  | 32 | 17 | 15 | 2802 | 2775 | 49  |                |
| 8.  | Sparta ČKD Praga  | 32 | 16 | 16 | 2850 | 2758 | 48  |                |
| 9.  | Chemosvit         | 32 | 16 | 16 | 2775 | 2784 | 48  |                |
| 10. | Baník Prievidza   | 32 | 12 | 20 | 2920 | 3020 | 44  | retrocesse     |
| 11. | Slavoj Litoměřice | 32 | 7  | 25 | 2551 | 2811 | 39  | retrocesse     |
| 12. | Baník Handlová    | 32 | 3  | 29 | 2699 | 3145 | 35  | retrocesse     |

| Československá basketbalová liga 1977-1978 |
| ------------------------------------------ |
| Zbrojovka Brno 16º titolo                  |

## Formazione vincitrice
| N° | Naz.                      | Ruolo | Sportivo           |  | Alt. |  |
| -- | ------------------------- | ----- | ------------------ |  | ---- |  |
|    | Cecoslovacchia (bandiera) | GA    | Kamil Brabenec     |  | 193  |  |
|    | Cecoslovacchia (bandiera) | A     | Jan Bobrovský      |  | 200  |  |
|    | Cecoslovacchia (bandiera) |       | Jaroslav Beránek   |  |      |  |
|    | Cecoslovacchia (bandiera) | G     | Vojtěch Petr       |  | 208  |  |
|    | Cecoslovacchia (bandiera) |       | Josef Nečas        |  |      |  |
|    | Cecoslovacchia (bandiera) |       | Jiří Jandák        |  |      |  |
|    | Cecoslovacchia (bandiera) | G     | Vlastimil Havlík   |  | 191  |  |
|    | Cecoslovacchia (bandiera) |       | Stehlík            |  |      |  |
|    | Cecoslovacchia (bandiera) |       | Procházka          |  |      |  |
|    | Cecoslovacchia (bandiera) |       | J. Hartig          |  |      |  |
|    | Cecoslovacchia (bandiera) |       | Černý              |  |      |  |
|    | Cecoslovacchia (bandiera) |       | Jimramovský        |  |      |  |
|    | Cecoslovacchia (bandiera) | All.  | František Konvička |  |      |  |

## Fonti
- Ing. Pavel Šimák: Historie československého basketbalu v číslech (1932-1985), Basketbalový svaz ÚV ČSTV, květen 1985, 174 stran
- Ing. Pavel Šimák: Historie československého basketbalu v číslech, II. část (1985-1992), Česká a slovenská basketbalová federace, březen 1993, 130 stran
- Juraj Gacík: Kronika československého a slovenského basketbalu (1919-1993), (1993-2000), vydáno 2000, 1. vyd, slovensky, BADEM, Žilina, 943 stran
- Jakub Bažant, Jiří Závozda: Nebáli se své odvahy, Československý basketbal v příbězích a faktech, 1. díl (1897-1993), 2014, Olympia, 464 stran